# 坂田怜央
坂田 怜央（さかた れお、1996年2月1日 - ）は、日本の競泳の選手である。JOYFIT帯広所属。血液型はB型。

## 来歴
- 2014年近畿大学に入学。
- 2018年8月、2018年パンパシフィック水泳選手権の800mフリーリレーで銅メダルを獲得。
- 2018年、ジャカルタで行われたアジア競技大会では800mフリーリレーで金メダルを獲得。
- 2022年3月、国際大会日本代表選考会で現役引退を表明した。
- 2023年5月、現役復帰を表明し、オカモトに入社[1]。

## 人物
- 北海道帯広市出身[1]。JOYFIT帯広スイミングスクールで水泳を始める[2]。帯広市立南町中学校、近畿大学附属高等学校を経て[3]、2014年4月近畿大学に入学[4]。
- 2011年よりイトマンスイミングスクールに所属していた[2][5]。2023年よりJOYFITに所属。

## 自己ベスト
| 泳法   | 距離 | 水路   | 記録      | 樹立日        | 大会名                           | 備考                                                |
| ------ | ---- | ------ | --------- | ------------- | -------------------------------- | --------------------------------------------------- |
| 自由形 | 50m  | 長水路 | 22秒88    | 2014年4月13日 | 第90回日本選手権水泳競技大会     | 50m自由形予選                                       |
| 自由形 | 100m | 長水路 | 49秒28    | 2014年9月7日  | 第90回日本学生選手権水泳競技大会 | 100m自由形決勝                                      |
| 自由形 | 200m | 長水路 | 1分47秒23 | 2014年9月7日  | 第90回日本学生選手権水泳競技大会 | 男子800mフリーリレーB決勝（第１泳）世界ジュニア記録 |